# Пастель де чокло
Пастель де чокло (ісп. Pastel de choclo) — пиріг південноамериканської кухні.

## Історія
Точний час і місце походження страви невідомі. Імовірно, вона була винайдена в Перу в XVII столітті. Нині поширена, крім Перу, в Чилі, Аргентині та Болівії.

## Приготування
Солодку кукурудзу подрібнюють до пасти. Змішують з молоком і базиліком. Додають розтоплене вершкове масло. Каструлю з цією сумішшю потрібно поставити на середній-слабкий вогонь (приблизно на 15 хвилин). Періодично суміш потрібно помішувати.
Начинку готують з яловичого фаршу, який смажиться з ріпчастою цибулею і спеціями (паприкою, часником, перцем і кмином). Разом з фаршем укладають скибочки зварених круто яєць, родзинки і маслини.
Далі, потрібно розігріти духовку до 400°F (≈200°C). У каструлю покласти начинку. Зверху залити її кукурудзяною сумішшю. За смаком, можна посипати зверху цукром або кокосовою стружкою. Поставити в духовку. Випікати протягом 30 хвилин. Потім смажити ще 5—7 хвилин, поки верхній шар не стане золотисто-коричневого кольору.
Іноді для начинки використовують курку. Іноді також додають нарізані гриби і сир моцарела.